# 富本省

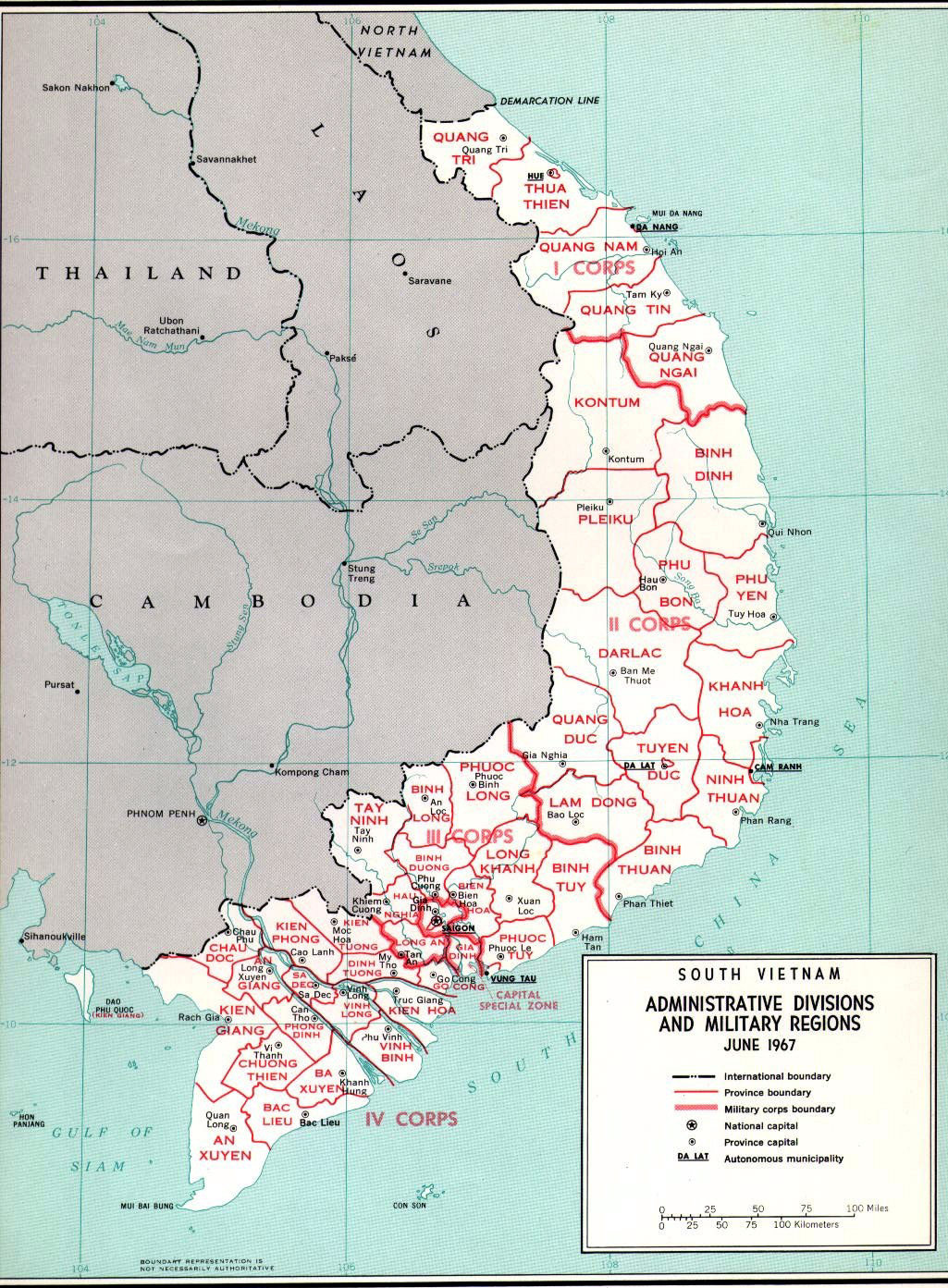
1967年的地圖顯示了越南共和國富本省的省界

富本省是越南曾經設立的一個省。該省占地面積4,757平方公里，毗鄰平定省、富安省、多樂省、波來古省。
1975年11月，越南南方共和國臨時革命政府將富本省並入多樂省，然后大部分省份迁至嘉萊-崑嵩省。

## 行政區劃
1970年，富本省下轄3郡。
- 富善郡
- 純憫郡
- 富足郡